# 利奇菲尔德 (肯塔基州)
利奇菲尔德（英語：Leitchfield），是美国肯塔基州的一座城市。建立于1810年，面积约为28.2平方公里（10.9平方英里）。根据2010年美国人口普查，该市的人口为6,699人。